# Task Force 76
Grupo de Ataque Expedicionario SIETE/Task Force 76 (Fuerza Anfibia Séptima Flota de los EEUU), abreviado CTF76, o Fuerza Operativa 76, es una fuerza operativa de la Armada de los Estados Unidos. Es tanto operacionalmente como administrativamente un grupo de trabajo de la Séptima Flota de los Estados Unidos y, el único grupo expedicionario de la armada permanentemente desplegado. Se basa en la Instalación Naval de White Beach en el extremo de la península de Katsuren en Uruma, Okinawa, Japón. La CTF 76 lleva a cabo operaciones conjuntamente en toda el área de operaciones de Séptima Flota de los Estados Unidos, establecido en el Océano Pacífico occidental y el Océano Índico.

## Comandantes de Task Force 76
| • Contralmirante John B. Nowell     |  | (29 de agosto de 2015 – presente)                 |
| • Contralmirante Hugh D. Wetherald  |  | (11 de septiembre de 2013 – 29 de agosto de 2015) |
| • Contralmirante Jeffrey A. Harley  |  | (24 de mayo de 2012 – 11 de septiembre de 2013)   |
| • Contralmirante J. Scott Jones     |  | (8 de abril de 2011 – 24 de mayo de 2012)         |
| • Contralmirante Richard B. Landolt |  | (23 de junio de 2008 – 8 de abril de 2011)        |
| • Contralmirante Carol M. Pottenger |  | (7 de noviembre de 2006 – 23 de junio de 2008)    |
| • Contralmirante Victor G. Guillory |  | (1 de octubre de 2004 – 7 de noviembre de 2006)   |
| • Contralmirante Gary R. Jones      |  | (28 de julio de 2003 – 1 de octubre de 2004)      |
| • Contralmirante Frederic R. Ruehe  |  | (marzo de 2002 – 28 de julio de 2003)             |
| • Contralmirante Paul S. Schultz    |  | (junio de 2000 – marzo de 2002)                   |
| •Contralmirante Harry M. Highfill   |  | (marzo de 1998 – junio de 2000)                   |